# Южный Глостершир
Саут-Глостершир (Ю́жный Гло́стершир) (англ. South Gloucestershire) — унитарная административная единица на юге церемониального графства Глостершир. Административный центр — город Йейт.
Образована 1 апреля 1996 года путём преобразования в унитарную единицу и перехода в церемониальное графство Глостершир районов Кингсвуд и Нордэйвон бывшего неметропольного графства Эйвон (Local Government Commission for England (1992)). Занимает площадь 497 км², на северо-западе по реке Северн граничит с Уэльсом, на севере с неметропольным графством Глостершир, на востоке с церемониальным графством Уилтшир, на юге с церемониальным графством Сомерсет, на юго-западе с церемониальным графством Бристоль. На территории унитарной единицы Южный Глостершир проживают 245 641 чел., при средней плотности населения 494 чел./км² (2001 год). Главный город унитарной единицы — Торнбери (население — 12 тыс. чел.). Крупнейший город — Кингсвуд (31 тыс. чел.).
В совете унитарной единицы Южный Глостершир заседают 69 депутатов, избранных в 35 округах. В результате последних выборов 34 места в совете занимают консерваторы.

## Состав
В состав района входят 7 городов:
- Брадли-Сток[англ.]
- Йейт
- Кингсвуд[англ.]
- Патчуэй[англ.]
- Торнбери[англ.]
- Филтон[англ.]
- Чиппинг-Содбери[англ.]

и 40 общин (англ. civil parish).